# Книга джунглів: Початок
«Книга джунглів: Початок» («Мауглі: Легенда джунглів», англ. Mowgli: Legend of the Jungle) — британський пригодницький фільм-фентезі, знятий Енді Серкісом за однойменною збіркою оповідань Редьярда Кіплінга. Прем'єра стрічки в Україні відбулась 18 жовтня 2018 року. Фільм розповідає про пригоди хлопчика Мауглі.

## Синопсис
Людське дитя, виховане вовками, мусить протистояти грізному тигру на ім'я Шерхан, а також своєму власному походженню.

## У ролях
- Роган Чанд — Мауглі, відважна дитина джунглів
- Метью Ріс — Джон Локвуд, колоніальний мисливець
- Фріда Пінто — Мессуа, альтруїстична жінка, яка прихистила Мауглі

### Голосовий акторський склад
- Крістіан Бейл — Багіра (чорна пантера)
- Енді Серкіс —  Балу (тянь-шанський ведмідь)
- Бенедикт Камбербетч — Шерхан (бенгальський тигр)
- Кейт Бланшетт — Каа (тигровий пітон)
- Том Голландер — Табакі (смугаста гієна)
- Пітер Маллан — Акела (азійський вовк)
- Наомі Гарріс — Ніша (азійський вовк)
- Едді Марсан — Віхаан (азійський вовк)
- Джек Рейнор — Сірий брат (азійський вовк)
- Луїс Ешборн Серкіс — Бут (азійський вовк-альбінос)

## Виробництво
Зйомки фільму почалися 9 березня 2015 року.